# Степанки (Мурованокуриловецкий район)
Степа́нки (укр. Степанки) — село на Украине, находится в Мурованокуриловецком районе Винницкой области.
Код КОАТУУ — 0522887801. Население по переписи 2001 года составляет 462 человека. Почтовый индекс — 23444. Телефонный код — 4356.
Занимает площадь 1,793 км².

## Религия
В селе действует Свято-Введенский храм Мурованокуриловецкого благочиния Могилёв-Подольской епархии Украинской православной церкви

## Адрес местного совета
23444, Винницкая область, Мурованокуриловецкий р-н, с. Степанкы, ул. Ленина, 2